# Atanycolus fulvus
Atanycolus fulvus är en stekelart som beskrevs av Vladimir Ivanovich Tobias 1974. Atanycolus fulvus ingår i släktet Atanycolus och familjen bracksteklar. Inga underarter finns listade.